# Paul Skorupa
Paul Skorupa (* 9. Juli 1999 in Düsseldorf) ist ein deutsch-amerikanischer Handballspieler, der für die Nationalmannschaft der Vereinigten Staaten aufläuft.

## Karriere

### Im Verein
Skorupa begann das Handballspielen in seiner Geburtsstadt beim ART Düsseldorf. Dort lief der Kreisläufer unter anderem in der A-Jugend-Bundesliga auf. Im Jahr 2017 bildete der Verein mit dem Neusser HV die Spielgemeinschaft HSG Neuss/Düsseldorf, mit dessen A-Jugend er weiterhin in der Jugend-Bundesliga auf Torejagd ging. In der Saison 2017/18 bestritt er ein Zweitligaspiel für die Herrenmannschaft, die unter dem Namen HC Rhein Vikings antrat. Ab der darauffolgenden Spielzeit gehörte er fest dem Zweitligakader an. In der Saison 2018/19, in der die Vikings als Tabellenletzter abstiegen, erzielte Skorupa insgesamt 32 Treffer in 25 Partien. Nachdem sich der HC Rhein Vikings im Januar 2020 aus der 3. Liga zurückziehen musste, unterschrieb er einen Monat später einen Vertrag beim Zweitligisten HSG Krefeld. Für Krefeld erzielte er bis zum Saisonende 2019/20 zwölf Treffer in vier Spielen. Daraufhin trat er mit Krefeld den Gang in die Drittklassigkeit an. Im Sommer 2021 wechselte er zum Zweitligisten VfL Lübeck-Schwartau.

### In Auswahlmannschaften
Skorupa ist aufgrund seiner US-amerikanischen Mutter für die USA spielberechtigt. Mit der Juniorennationalmannschaft der Vereinigten Staaten nahm er an der U-21-Weltmeisterschaft 2019 teil, bei der die USA den 22. Platz belegten. Skorupa erzielte im Turnierverlauf insgesamt elf Treffer. Unmittelbar nach dem Turnier nahm er mit der A-Nationalmannschaft der Vereinigten Staaten an den Panamerikanischen Spielen in Lima teil, das die USA auf Platz sechs abschlossen. Im Jahr 2021 war Skorupa für die Weltmeisterschaft 2021 nominiert. Aufgrund mehrerer positiver Coronafälle musste das US-Team jedoch kurz vor dem Turnierbeginn seine Teilnahme absagen. 2022 gewann er mit den USA die Nordamerikanische und karibische Handballmeisterschaft und qualifizierte sich damit für die Weltmeisterschaft 2023. Bei der Weltmeisterschaft 2023 blieb er in drei Spielen für seine Mannschaft, die das Turnier nach der Hauptrunde auf dem 20. Platz abschloss, ohne Torerfolg. Bei der Weltmeisterschaft 2025 warf er zwei Tore in sechs Spielen und belegte mit dem Team USA den 27. Platz.